# Kühn (Orgelbauer)
Kühn war eine deutsche Orgelbauerfamilie des 19. und 20. Jahrhunderts, die in Schmiedefeld, Schleusingen und Merseburg ansässig war.

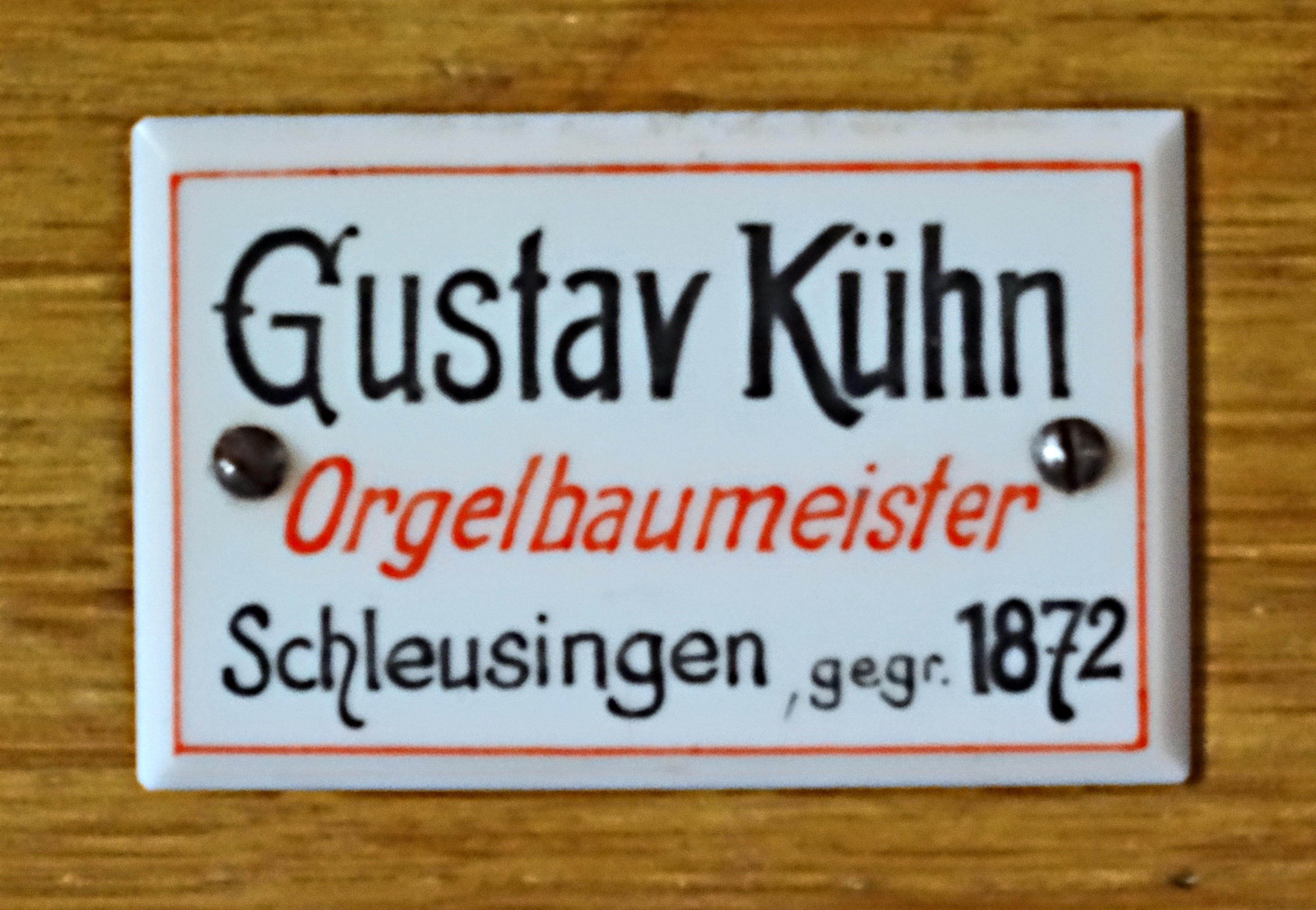
Firmenplakette

## Geschichte
Das Familienunternehmen wurde 1874 von Theodor Kühn (1840–1902) in Schmiedefeld begründet. Dort übernahm er die Werkstatt von Johann Michael Schmidt (* 11. August 1798; † 14. Juni 1876), die dieser 1837 in der Amtsgasse 5 eröffnet hatte. Theodor Kühn war 1864 Geselle von Urban Kreutzbach und wirkte 1873–1874 als Geschäftsführer der Firma Friedrich Wilhelm Holland in Schmiedefeld. Nachdem Kühn seinen eigenen Betrieb 20 Jahre lang geführt hatte, übergab er ihn 1894 seinem Sohn Alfred Kühn (* 20. Juni 1866 in Schmiedefeld; † 1945 in Schleusingen). Dieser führte die väterliche Werkstatt bis 1908 in Schmiedefeld fort und überführte sie dann nach Schleusingen, wo er ihr bis 1936 vorstand. Sein Bruder Ernst Kühn (* 1875 in Schmiedefeld; † 1942 in Schleusingen) arbeitete im Betrieb mit, trat aber nicht als eigenständiger Orgelbauer hervor.
Gustav Kühn (1902–1990), Sohn von Ernst Kühn, wurde 1936 Inhaber der Schleusinger Werkstatt. Sein Bruder Rudolf Kühn (1898–1952) gründete 1935 in Merseburg eine eigene Werkstatt. Nach seinem Tod wurde sein Sohn Gerhard Kühn (1925–1994) Inhaber der Firma, die unter dem Namen „Kühn Orgelbau“ firmierte. Sie wurde am 31. Oktober 1992 aufgelöst, nachdem ein Enkel sich ein halbes Jahr erfolglos bemüht hatte, das Unternehmen zu retten.

## Werkliste (Auswahl)
| Jahr      | Ort                      | Kirche                                  | Bild | Manuale | Register | Bemerkungen |
| --------- | ------------------------ | --------------------------------------- | ---- | ------- | -------- | --- |
| 1865      | Einhausen (Thüringen)    | Kirche Einhausen                        |      | I/P     | 15       | Neubau durch Theodor Kühn |
| 1865      | Römhild                  | Stiftskirche                            |      | II/P    | 25       | Umbau der Orgel von Johann Moritz Weiße (1862) durch Theodor Kühn, der Rückpositiv durch ein Oberwerk ersetzt und die Disposition erweiterte; 1980 Rekonstruktion der Weiße-Orgel |
| 1874      | Exdorf                   | Dorfkirche Exdorf                       |      | II/P    | 21       | Neubau durch Theodor Kühn |
| 1875      | Wiedersbach (Auengrund)  | St. Johannes der Täufer und St. Blasius |      | II/P    | 12       | Neubau durch Theodor Kühn; derzeit nicht bespielbar |
| 1876–1878 | Reurieth                 | Dorfkirche Reurieth                     |      | II/P    | 18       | Neubau durch Theodor Kühn; weitgehend erhalten |
| um 1880   | Poppenhausen (Heldburg)  | St. Marien                              |      | I/P     | 10       | Neubau durch Theodor Kühn |
| 1881      | Simmershausen (Römhild)  | St. Marien                              |      | II/P    | 14       | Neubau durch Theodor Kühn unter Einbeziehung von Pfeifen aus der Vorgängerorgel von Caspar Schippel (1711)                                                                        |
| 1883      | Wiedersbach (Auengrund)  | St. Johannes der Täufer und St. Blasius |      | II/P    | 12       | Neubau durch Theodor Kühn |
| 1886      | Veilsdorf                | St. Trinitatis (Veilsdorf)              |      | II/P    | 21       | Neubau durch Theodor Kühn; erste Orgel in Thüringen mit pneumatischen Kegelladen                                                                                                  |
| 1887      | Oberstadt                | Dorfkirche Oberstadt                    |      | II/P    | 16       | Neubau durch Theodor Kühn; nach 1945 Umdisponierung durch Gustav Kühn |
| 1894      | Schleusingen             | St. Johannis                            |      | II/P    | 36       | Erweiterungsumbau der Orgel von Nicolaus Seeber (1726) durch Alfred Kühn, 1940–1941 Erweiterung durch Rudolf Kühn auf III/P/49; etwa 60 % der Register erhalten                   |
| 1896      | Schleusingen             | Kreuzkirche                             |      | II/P    | 12       | Neubau durch Alfred Kühn; 1949 und 1960 Umbauten |
| 1898      | Behrungen                | St. Petrus                              |      | II/P    | 22       | Neubau durch Alfred Kühn |
| 1899      | Ziegenrück               | St. Bartholomäus und St. Nikolaus       |      | II/P    | 22       | Neubau durch Alfred Kühn |
| 1952      | Neubiendorf              | Geiseltalseekirche                      |      | II/P    | 10       | Neubau durch Rudolf Kühn Orgel |
| 1950      | Hermannsfeld (Rhönblick) | Dorfkirche                              |      | II/P    | 20       | Reparatur der Markert-Orgel durch Gustav Kühn |
| 1953      | Bachfeld                 | St. Matthäus                            |      | I/P     | 9        | Neubau durch Gustav Kühn |
| 1954      | Halle (Saale)            | Friedenskirche                          |      | II/P    | 14       | 1954 neu erbaut, 1997 durch Brand verloren gegangen Orgel (Gerhard Kühn) |
| 1957      | Halberstadt              | St. Andreas                             |      | II/P    | 19       | Neubau durch Gerhard Kühn als Schwalbennestorgel für den Chorraum; nach Wiederaufbau der gesamten Kirche 1997 durch eine größere Orgel ersetzt                                    |
| 1962      | Merseburg                | Merseburger Dom                         |      | IV/P    | 81       | Umdisponierung der Orgel von Friedrich Ladegast (1866) hinter barockem Prospekt (um 1700) durch Kühn Orgelbau (Gerhard Kühn)                                                      |
| 1966      | Mücheln                  | Gemeindesaal                            |      | I/-     | 4        | Orgel |
| um 1970   | Merseburg                | Gottesackerkirche                       |      | I/-     | 4        | Orgel (baugleich zu Mücheln) |
| 1967      | Effelder                 | St. Alban                               |      | III/P   | 38       | Erweiterungsumbau der Orgel der Gebr. Krell (um 1920) durch Gerhard Kühn mit elektropneumatischen Kegelladen hinter neuem Gehäuse, 1997 Restaurierung durch Karl Brode & Sohn     |
| 1970      | Geismar                  | Franziskanerkirche                      |      | III/P   | 35       | Neubau durch Kühn Orgelbau (Gerhard Kühn); 2000 ersetzt |
| 1972      | Bernterode               | St. Martin                              |      | II/P    | 19       | Neubau durch Kühn Orgelbau (Gerhard Kühn) |
| 1975      | Weißenborn               | St. Michael                             |      | II/P    | 23       | Neubau durch Kühn Orgelbau (Gerhard Kühn) |
| 1979      | Böllberg                 | St. Nikolaus                            |      | I/P     | 7        | Neubau durch Kühn Orgelbau (Gerhard Kühn) Orgel |
| 1985      | Magdeburg                | St. Mechthild                           |      | II/P    | 16       | Neubau durch Kühn Orgelbau (Gerhard Kühn) |